# Pedicularis platyrhyncha
Pedicularis platyrhyncha är en snyltrotsväxtart som beskrevs av Alexander Gustav von Schrenk. Pedicularis platyrhyncha ingår i släktet spiror, och familjen snyltrotsväxter. Inga underarter finns listade i Catalogue of Life.